# Łęgi nad Bystrzycą
Łęgi nad Bystrzycą este o arie protejată (sit de importanță comunitară — SCI) din Polonia întinsă pe o suprafață de 2.084,43 ha, integral pe uscat.

## Localizare
Centrul sitului Łęgi nad Bystrzycą este situat la coordonatele 51°05′07″N 16°47′48″E / 51.0853°N 16.7968°E.

## Înființare
Situl Łęgi nad Bystrzycą a fost declarat sit de importanță comunitară în octombrie 2009 pentru a proteja 15 specii de animale.

## Biodiversitate
Situată în ecoregiunea continentală, aria protejată conține 11 habitate naturale: Păduri de stejar și carpen Galio-Carpinetum, Păduri acidofile de stejar bătrân cu Quercus robur pe câmpii nisipoase, Păduri aluvionare cu Alnus glutinosa și Fraxinus excelsior (Alno-Padion, Alnion incanae, Salicion albae), Păduri mixte riverane de Quercus robur, Ulmus laevis și Ulmus minor, Fraxinus excelsior sau Fraxinus angustifolia, de-a lungul marilor râuri (Ulmenion minoris), Lacuri eutrofice naturale cu vegetație de tip Magnopotamion sau Hydrocharition, Cursuri de apă de la nivel de câmpie la nivel montan, cu vegetație Ranunculion fluitantis și Callitricho-Batrachion, Pajiști cu Molinia pe soluri calcaroase, turboase sau argilos-nămoloase (Molinion caeruleae), Liziere de ierburi înalte hidrofile de câmpie și de nivel montan până la alpin, Pajiști aluvionare inundabile, de Cnidion dubii, Fânețe de joasă altitudine (Alopecurus pratensis, Sanguisorba officinalis), Păduri de fag Luzulo-Fagetum.
La baza desemnării sitului se află mai multe specii protejate:
- amfibieni (2): buhai de baltă cu burta roșie (Bombina bombina), triton cu creastă (Triturus cristatus)
- mamifere (4): liliac cârn (Barbastella barbastellus), castor (Castor fiber), vidră de râu (Lutra lutra), liliac comun (Myotis myotis)
- nevertebrate (7): croitorul mare al stejarului (Cerambyx cerdo), fluturele flitirar (Euphydryas maturna), fluturele purpuriu (Lycaena dispar), Ophiogomphus cecilia, Osmoderma eremita, Phengaris nausithous, Phengaris teleius
- pești (2): țipar (Misgurnus fossilis), boarță (Rhodeus amarus)